# Массеи, Бартоломео
Бартоломео Массеи (итал. Bartolomeo Massei; 2 января 1663, Монтепульчано, Великое герцогство Тосканское — 20 ноября 1745, Анкона, Папская область) — итальянский куриальный кардинал, папский дипломат и доктор обоих прав. Титулярный архиепископ Афин с 3 февраля 1721 по 2 октября 1730. Апостольский нунций во Франции с 27 августа 1722 по 2 октября 1730. Епископ-архиепископ Анконы с 21 мая 1731 по 20 ноября 1745. Кардинал-священник с 2 октября 1730, с титулом церкви Сант-Агостино с 8 января 1731 по 14 августа 1734. 